# Franz Enge
Franz Enge (* 17. Juli 1913 in Weyer; † 16. November 1989 in Steyr) war ein österreichischer Politiker (SPÖ). Er war von 1953 bis 1965 Abgeordneter zum Österreichischen Nationalrat.

## Leben
Enge besuchte fünf Klassen einer Volksschule und absolvierte danach drei Klassen einer Bürgerschule, bevor er den Beruf des Motorenschlossers erlernte. Er fand Verwendung in der Lehrwerkstätte der Steyr-Werke, war jedoch von 1931 bis 1935 arbeitslos und wurde danach wieder in der Versuchswerkstätte der Steyr-Werke eingesetzt. Er wurde in der Folge Vorarbeiter und Meister für Flugmotorenbau und arbeitete ab 1945 als Berufsberater beim Arbeitsamt in Steyr.
Enge wurde zwischen dem 13. Februar 1934 und dem 4. Mai 1934 aus politischen Gründen in Polizeihaft genommen und danach für vier Monate in das Anhaltelager Wöllersdorf eingewiesen. Nach dem Zweiten Weltkrieg wurde er 1945 Gemeinderat und Stadtrat in Steyr, eine Funktion, die er bis 1965 ausübte. Er vertrat die SPÖ zudem vom 18. März 1953 bis zum 14. Mai 1965 im Nationalrat und wechselte danach auf Wunsch der SPÖ in die Landespolitik, wobei er vom 26. Mai 1965 bis zum 6. November 1967 sowie vom 17. November 1967 bis zum 15. November 1973 Abgeordneter zum Oberösterreichischen Landtag war. Zudem wirkte er in dieser Zeit als Landesrat in der Oberösterreichischen Landesregierung, wobei er mit den Ressorts Fremdenverkehr, Wirtschaftsförderung, Naturschutz, Wildbachverbauung, Wasserrecht, Verkehrsgewerbe und Preisbestimmung betraut war. Per 29. März 1973 schied Enge aus der Landesregierung aus, innerparteilich war er zuletzt als Landesobmann-Stellvertreter und Mitglied des Bundesparteivorstandes aktiv.

## Auszeichnungen
- 1965: Ehrenring der Stadt Steyr
- 1973: Ehrenbürger der Stadt Steyr
- 1974: Großes Goldenes Ehrenzeichen für Verdienste um die Republik Österreich[1]
- 1974: Ehrenring der Gemeinde Großraming